# Q-carbon
Q-carbon är en allotrop av kol som upptäcktes av forskare vid North Carolina State University, USA år 2015. 
För att framställa Q-carbon belyser man amorft kol med en laserpuls som hettar upp materialet till 4000 K (ca 3700 °C), och  därefter kyls materialet hastigt. Kvar blir då Q-carbon. Med denna teknik kan man framställa ca 1 metrisk karat material på 15 minuter. Det som begränsar hastigheten för produktionen är att det amorfa kolet endast kan ligga i skikt tunnare än 500 nanometer.
Q-carbon är ferromagnetiskt, en egenskap som ingen tidigare form av kol har innehaft. Materialet leder även elektrisk ström, och lyser när den utsätts för energi. Vissa forskare hävdar att Q-carbon är världens nya hårdaste material, och därmed hårdare än diamant, men denna egenskap är endast en spekulation. Man uppskattar att dess curietemperatur är vid cirka 500 K.
Man tror att Q-carbon kan komma att användas inom framtida bildskärmsteknik på grund av dess egenskap att lysa då den utsätts för energi, eller i borrkronor eftersom den är så pass hård.